# أكزيريس كروي البذور
أكزيريس كروي البذور (الاسم العلمي:Axyris sphaerosperma) هو نوع من النباتات يتبع جنس الأكزيريس من الفصيلة القطيفية.